# Bataille de Kalavrya
La bataille de Kalavrya (ou Kalavryta) se déroule en 1078 entre les forces impériales d'Alexis Comnène et le rebelle et gouverneur de Dyrrachium Nicéphore Bryenne l'Ancien. Bryenne, en rébellion contre Michel VII Doukas, avait bénéficié du soutien des régiments byzantins des Balkans. Toutefois, après l'éviction de Doukas par Nicéphore III Botaniatès, Bryenne, toujours en révolte, menace Constantinople. Après l'échec des négociations, Botaniatès envoie le jeune général Alexis Comnène avec l'ensemble des forces disponibles pour le combattre.
Les deux armées se rencontrent à Kalavrya, sur la rivière Halmyros. Alexis Comnène, dont l'armée est bien plus petite et moins expérimentée, tente de tendre une embuscade à l'armée de Bryenne. C'est un échec et les ailes de son armée sont repoussées par les rebelles. Alexis réussit à se frayer un chemin et à s'enfuir, puis parvient à regrouper ses hommes. Au même moment, l'armée de Bryenne perd sa cohésion après avoir remporté cette première phase de la bataille parce que les alliés petchénègues ont lancé une attaque contre son camp. Renforcée par les mercenaires turcs, l'armée d'Alexis parvient à attirer les troupes de Bryenne dans une embuscade en feignant une retraite. L'armée rebelle est vaincue et Bryenne capturé.
Le récit de la bataille est connu grâce à deux sources, l'Alexiade d'Anne Comnène et le Manuel d'Histoire de Nicéphore Bryenne le Jeune dont s'inspire largement le texte d'Anne Comnène. C'est l'une des rares batailles byzantines à être connue en détail et à être une source fiable pour l'étude des tactiques de l'armée byzantine à la fin du XIe siècle.

## Contexte
Après la défaite byzantine de Manzikert de 1071 contre les Turcs Seldjoukides et la déposition de Romain IV Diogène, l'Empire byzantin fait face à une décennie de troubles internes et de rébellions. Les guerres constantes épuisent l'armée impériale et dévastent l'Asie Mineure, laissée sans défense face aux incursions croissantes des Turcs. Dans les Balkans, les invasions petchénègues et coumanes dévastent la Bulgarie tandis que les princes serbes dénoncent leur allégeance à l'empire.
Le gouvernement de Michel VII ne parvient pas à contrôler la situation et perd rapidement des soutiens parmi l'aristocratie militaire. À la fin de l'année 1077, deux des généraux majeurs de l'empire, Nicéphore Bryenne l'Ancien, le duc de Dyrrachium et le stratège des Anatoliques, Nicéphore Botaniatès, sont proclamés empereurs par leurs troupes. Bryenne quitte Dyrrachium pour Constantinople et sa popularité progresse tout au long de son parcours tandis qu'il s'assure de la loyauté de la plupart des troupes byzantines dans les Balkans. Toutefois, Bryenne préfère entamer des négociations. Michel VII repousse ses offres et Bryenne envoie son frère Jean mettre le siège devant la capitale impériale. Cependant, il ne parvient pas à vaincre les défenses de la ville et les forces rebelles doivent se retirer. Cet échec entraîne la défection des nobles constantinopolitains qui préfèrent se tourner vers Botaniatès. En mars 1078, Michel VII est contraint à l'abdication et se retire comme moine tandis que Nicéphore Botaniatès pénètre dans Constantinople et est proclamé empereur,.
Toutefois, Botaniatès manque de troupes pour s'opposer à Bryenne qui contrôle sa Thrace natale et isole la capitale des territoires byzantins en Europe. Tout d'abord, Botaniatès envoie une ambassade à Nicéphore Bryenne dirigée par le proèdre Constantin Choirosphaktès, un diplomate expérimenté. Dans le même temps, il nomme le jeune Alexis Comnène comme domestique des Scholes (commandant en chef) et tente d'obtenir le soutien du sultan seldjoukide Süleyman Ier Shah. Ce dernier lui envoie tout d'abord 2 000 hommes et lui en promet plus. L'empereur déjà âgé (76 ans au moment de son accession), offre à Bryenne le titre de césar et d'héritier au trône. Bryenne accepte mais pose quelques conditions. Il renvoie alors les ambassadeurs impériaux à Constantinople. Botaniatès qui n'a ouvert les négociations que pour gagner du temps rejette les conditions de Bryenne et ordonne à Alexis Comnène de se porter à la rencontre de l'armée rebelle.

## Prélude
Bryenne a établi son campement dans la plaine de Kedoktos (un nom issu du latin aqueductus) sur la route de Constantinople. Son armée comprend 12 000 hommes issus principalement des régiments de Thessalie, de Macédoine et de Thrace ainsi que de mercenaires francs et de l'Hétairie, l'élite de la tagma (l'armée de campagne par opposition aux armes régionales ou thématiques). Les forces d'Alexis comprennent 2 000 archers à cheval turcs, 2 000 hommes issus des garnisons d'Asie Mineure (les Chomatenoi), quelques centaines de chevaliers francs venus d'Italie et le régiment nouvellement créé des Immortels. Ce corps d'élite est formé par Niképhoritzès, le « premier ministre » de Michel VII pour devenir le noyau de la nouvelle armée byzantine. L'estimation des forces d'Alexis varie de 5 500  à   6 500 hommes pour Haldon à 8 000 à 10 000 hommes pour Birkenmeier. Néanmoins, il est certain qu'elle est inférieure en nombre à celle de Bryenne mais aussi moins expérimentée,. 
Les forces d'Alexis quittent Constantinople pour se diriger vers la rivière Halmyros (à l'ouest d'Héraclée, aujourd'hui Marmara Ereğli) près du fort de Kalavrya. Curieusement et contrairement aux pratiques habituelles, Alexis n'ordonne pas la fortification de son camp, peut-être en raison de la fatigue de ses hommes. Il envoie ensuite ses alliés turcs comme éclaireurs pour s'informer des positions, du nombre et des intentions de ses adversaires. Les espions d'Alexis remplissent facilement leur mission mais à la veille de la bataille, certains sont capturés par Bryenne et l'informent sur les forces d'Alexis Comnène,.

## Bataille

### Positions initiales et plans

La position initiale des deux armées et la première phase de la bataille avec l'embuscade ratée d'Alexis.

Bryenne divise son armée en trois corps, déployés chacun sur deux lignes, comme décrit dans les manuels militaires byzantins. L'aile droite forte de 5 000 hommes est dirigée par son frère Jean et comprend les mercenaires francs, la cavalerie thessalienne, l'Hétairie et le régiment Maniakatai (les descendants des vétérans de la campagne de Georges Maniakès en Sicile et en Italie. Son aile gauche compte 3 000 hommes venus de Thrace et de Macédoine et est dirigée par Katakalon Tarchaniotès. Enfin, le centre est dirigé par Bryenne lui-même et comprend de 3 000 à 4 000 hommes venant de Thessalie, de Thrace et de Macédoine. Conformément à la doctrine militaire byzantine classique, il positionne un détachement de Petchénègues à un demi-kilomètre sur la gauche de sa force principale,.
Alexis déploie sa petite armée près du camp de Bryenne et la divise en deux corps. Il commande l'aile gauche qui fait face à la division la plus puissante de Bryenne. Il a à sa disposition les chevaliers francs à droite et les Immortels sur la gauche des Francs. L'aile droite est dirigée par Constantin Katakalôn et comprend les Chomatenoi et les Turcs. Selon Alexiade, les Turcs ont le rôle de flanc-garde (plagiophylakes) et ont pour mission d'observer et au besoin d'aller à la rencontre des Petchénègues. À l'opposé, Alexis positionne sur son extrême gauche son propre détachement chargé de prendre l'ennemi de flanc. Il est composé de troupes issus du corps des Immortels et doit se servir du relief pour rester cacher à la vue de l'ennemi. En raison de son infériorité numérique, Alexis est contraint de rester sur la défensive. Sa seule chance de succès est que ses forces positionnées sur les flancs parviennent à profiter du terrain accidenté pour prendre par surprise l'armée de Bryenne et y semer la confusion. Enfin, il compte aussi sur la capacité de son aile gauche à percer les lignes adverses,.

### La déroute de l'armée d'Alexis

La deuxième phase de la bataille. Le flanc droit d'Alexis s'effondre et Alexis lui-même échappe de peu à l'encerclement. Toutefois, les Petchénègues au service de Bryenne interrompent la poursuite et attaquent leur propre camp, ce qui sème la confusion parmi l'arrière-garde des rebelles.

Alors que les forces rebelles progressent vers les lignes loyalistes, les troupes d'Alexis situées sur les flancs tentent de leur tendre une embuscade. Leur offensive cause une certaine confusion parmi les rebelles mais Bryenne (ou Jean selon l'Alexiade) regroupe ses hommes et lance sa seconde ligne à l'offensive. Cette contre-attaque brise l'action des troupes impériales qui doivent se replier dans la panique, y compris les Immortels qui abandonnent leurs postes. Bien qu'ils souffrent de lourdes pertes, la plupart parviennent à fuir jusqu'aux arrières de l'armée d'Alexis,.
Dans le même temps, Alexis combat avec sa suite aux côtés des Francs. Il ne réalise pas immédiatement que son aile gauche s'effondre. Sur l'aile droite, les Chomatenoi qui engagent les hommes de Tarchaniotès sont attaqués sur leurs flancs et leurs arrières par les Petchénègues qui évitent les Turcs chargés de les surveiller. Les Chomatenoi voient leurs lignes brisées et s'enfuient. Le sort d'Alexis semble alors scellé. Toutefois, les Petchénègues ne parviennent pas à exploiter leur succès. À la place, ils font demi-tour et pillent le camp de Bryenne. Après avoir rassemblé autant de butin qu'ils pouvaient, ils quittent le champ de bataille.
Toutefois, cette défection est de peu d'importance car la victoire de Bryenne semble certaine. En effet, ses ailes enveloppent peu à peu les Francs d'Alexis situés au centre. C'est à cet instant qu'Alexis se rend compte de la situation. D'abord désespéré face à la défaite, il pense à tenter une attaque contre Nicéphore Bryenne lui-même en espérant décapiter l'armée adverse en la privant de son chef. Toutefois, ses conseillers l'en dissuadent. Avec seulement six hommes autour de lui, il parvient à percer les lignes adverses. Se retrouvant sur les arrières de l'armée rebelle, il constate qu'une certaine confusion y règne du fait de l'attaque petchénègue sur le camp de Bryenne. Là, il aperçoit aussi le cheval de parade de Nicéphore Bryenne en train d'être amené en sécurité. Alexis et ses hommes chargent l'escorte et s'emparent du cheval avant de quitter le champ de bataille,.
Alexis parvient à atteindre une colline derrière la position initiale de son armée. Alexis commence à regrouper son armée dispersée. Il envoie des messagers pour rassembler les fuyards en les informant que Bryenne a été tué et en affichant son cheval de parade comme preuve. Dans le même temps, les renforts promis par les Turcs arrivent, ce qui relève le moral des troupes,.

### Contre-attaque d'Alexis

La phase finale de la bataille lors de laquelle Alexis regroupe ses hommes et attaquent les troupes rebelles pour les attirer dans une nouvelle embuscade. L'armée rebelle s'effondre et Nicéphore Bryenne est capturé.

Peu après avoir restauré l'ordre parmi ses troupes dispersées et conscient de la désorganisation des forces de Bryenne, Alexis lance sa contre-attaque. Son plan permet aux archers à cheval turcs de déployer l'ensemble de leurs capacités. Il divise ses forces en trois commandements, dont deux sont laissés en arrière en embuscade. Le dernier composé des Immortels et des Chomatenoi est dirigé par Alexis lui-même. Il n'est pas déployé sur ligne continue mais est divisé en petits groupes entremêlés avec d'autres groupes d'archers à cheval turcs. Ce corps se dirige vers les rebelles pour les engager avant de feindre une retraite et les attirer dans une nouvelle embuscade tendue par les deux corps d'Alexis restants,.
L'attaque d'Alexis prend par surprise les hommes de Bryenne mais ces derniers, expérimentés, ne tardent pas à se reprendre et à repousser les troupes impériales. Lors de leur repli, ces dernières et plus particulièrement les Turcs emploient une tactique de harcèlement, attaquant les lignes ennemies pour se replier rapidement après. Ces assauts multiples trompent les troupes adverses et fragilisent leur ligne. Certains des hommes d'Alexis décident de s'attaquer à Bryenne lui-même et ce dernier doit se défendre contre plusieurs attaques,.
Au moment où l'armée de Bryenne se retrouve sur le lieu de l'embuscade, les ailes d'Alexis lancent leur attaque sur les flancs adverses, semant la panique et la confusion. Bryenne et son frère Jean tentent en vain de rallier leurs hommes mais ces derniers préfèrent fuir. Finalement, les deux frères essaient de mettre en place une arrière-garde mais celle-ci est vaincue et Nicéphore et Jean sont capturés,.

## Conséquences
La bataille marque la fin de la révolte de Nicéphore Bryenne bien que Nicéphore Basilakès rassemble la plupart des hommes de l'armée de Bryenne. Il est lui aussi défait par Alexis Comnène qui parvient ensuite à expulser les Petchénègues de Thrace. Nicéphore Bryenne est quant à lui aveuglé sur ordre de Botaniatès. Finalement, prenant pitié de lui, l'empereur le restaure dans ses titres et dans sa fortune. En 1081, Alexis Comnène chasse Botaniatès du trône et devient le nouvel empereur. Bryenne reçoit alors de plusieurs dignités de haut rang. Il détient même des postes de commandement lors des campagnes d'Alexis contre les Petchénègues et défend Adrianople contre une attaque rebelle en 1095. Son fils ou son petit-fils, Nicéphore Bryenne le Jeune se marie à Anne Comnène, la fille de l'empereur. Il devient par la suite un important général sous le règne d'Alexis, accédant au rang de césar.